# 彼得羅沙尼

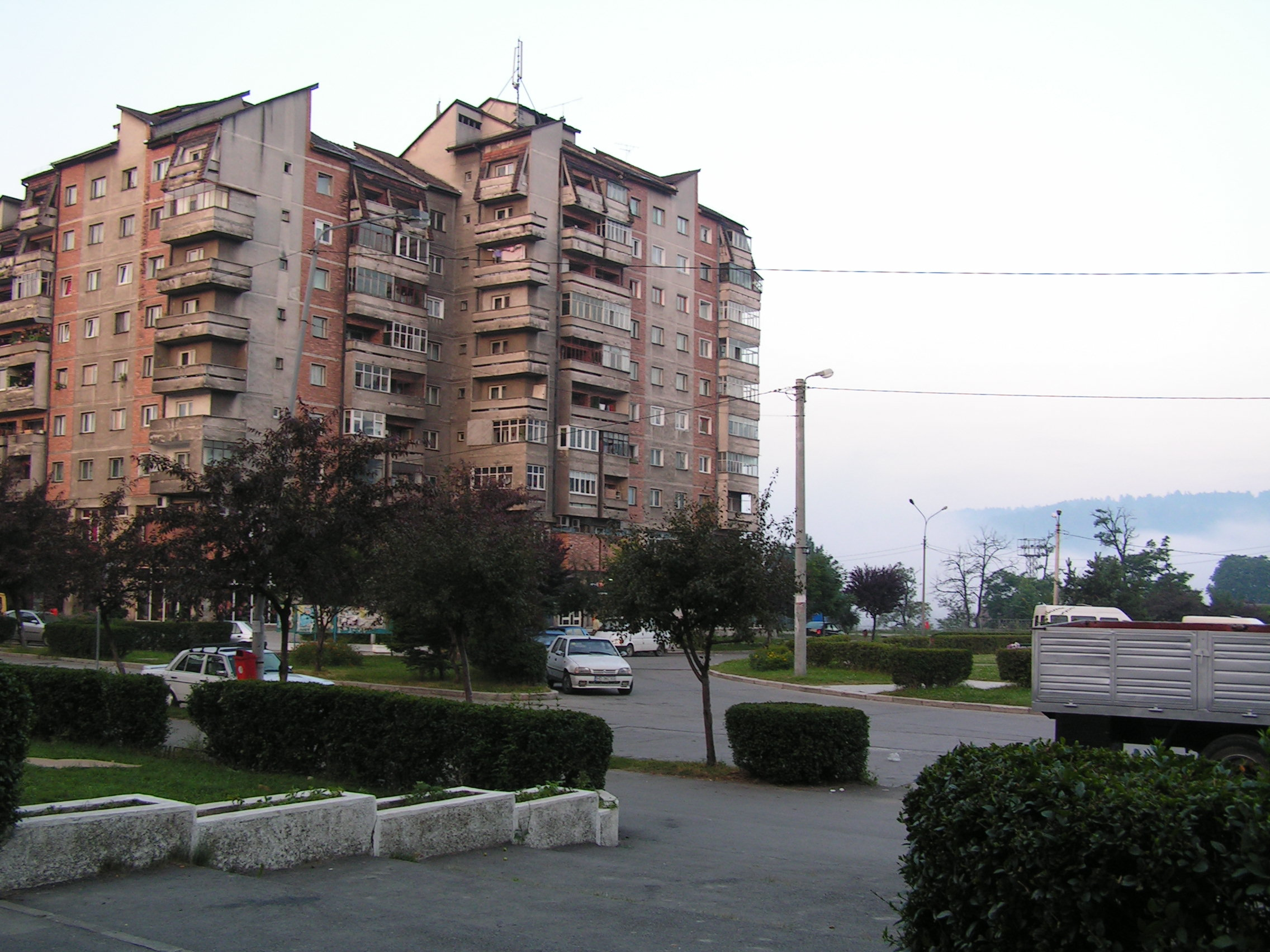

彼得羅沙尼是羅馬尼亞的城市，位於該國西部，距離首府德瓦62公里，由胡內多阿拉縣負責管轄，面積195.56平方公里，海拔高度609米，2009年人口43,197，大多數居民信奉東正教。

## 外部連結
- Jiu Valley Portal （页面存档备份，存于）